# Gaston Bussière
Gaston Bussière (Cuisery, 24 de abril de 1862-Saulieu, 29 de octubre de 1928) fue un pintor simbolista francés.

## Biografía
Después de estudiar en la Academia de Bellas Artes de Lion se incorporó a la Escuela de Bellas Artes de París, donde estuvo bajo la tutela de Alexandre Cabanel y Pierre Puvis de Chavannes. En 1884, ganó la Bashkirtseff María.
Ilustró Esplendores y miserias de las cortesanas de Honoré de Balzac, publicado en 1897, Esmaltes y camafeos de Théophile Gautier, Salomé de Oscar Wilde y las obras de Gustave Flaubert. Gracias a Josephin Péladan expuso sus obras en el Salon de la Rose+Croix dos años seguidos.

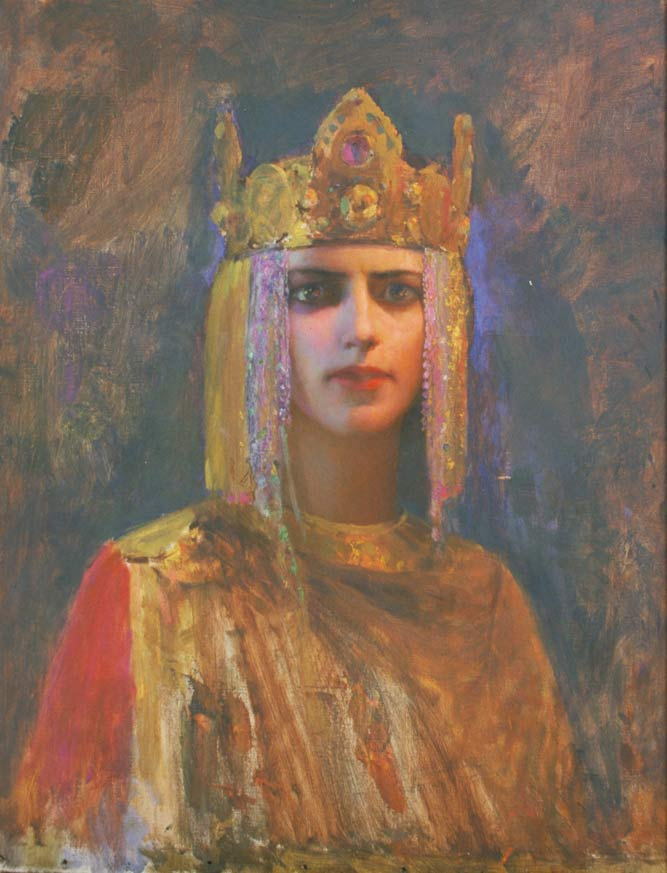
Isolda la Rubia
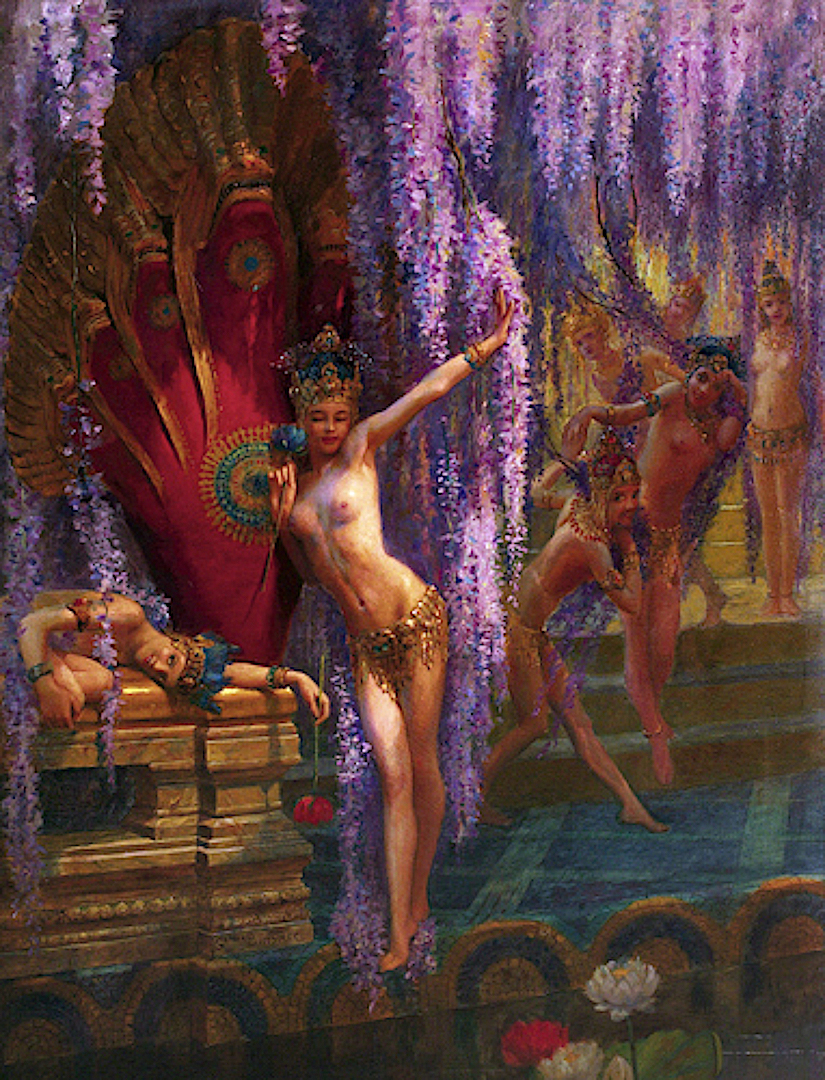
Bailarinas exóticas
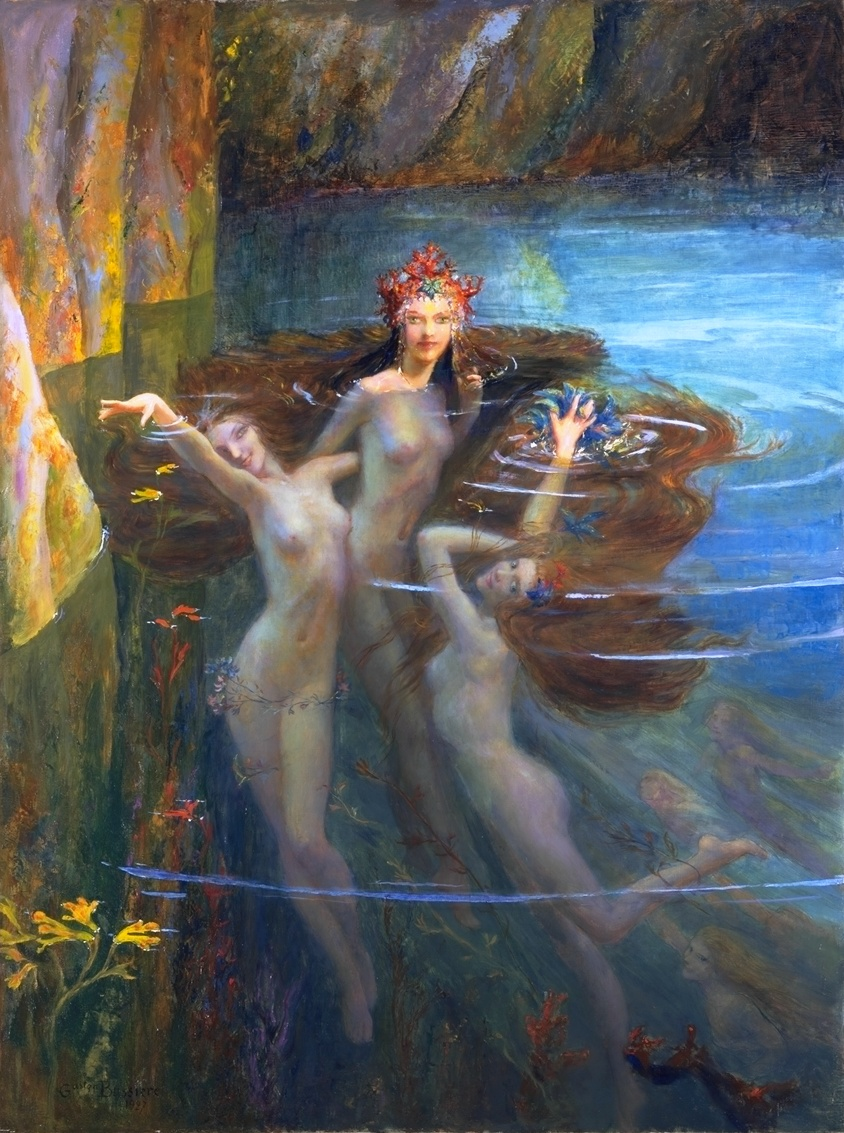
Nereidas
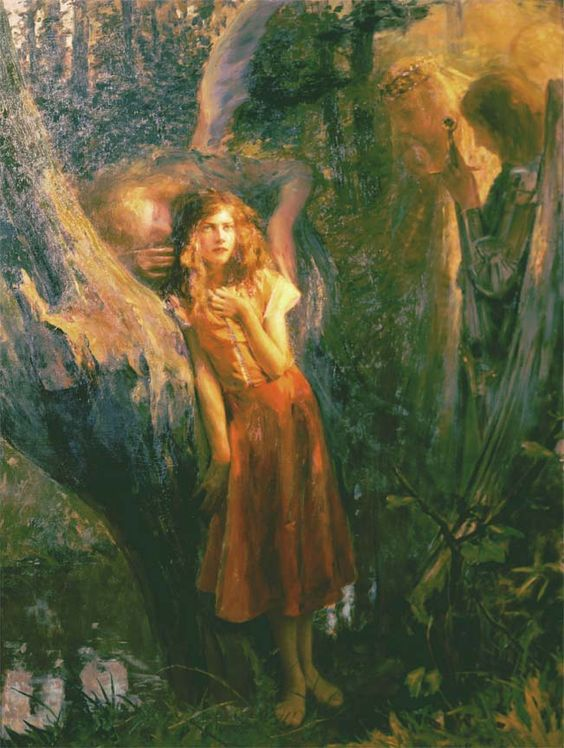
Juana de Arco

## Enlaces
- Wikimedia Commons alberga una categoría multimedia sobre Gaston Bussière.
- Biografía
- Obra

- Datos: Q1495565
- Multimedia: Gaston Bussière / Q1495565